# ハライブ
ハラーイブ（アラビア語: حلايب 、英: Hala'ib or Halayeb）は、エジプトが実効支配するハラーイブ・トライアングルの南東部、紅海沿岸にある港町である。

## 地理
紅海リビエラ (Red Sea Riviera) の南端に位置する。周辺には、30km西北にアブー・ラマド（Abu Ramad）の町、南東にハダルバ（Hadarba）の村がある。また、町の近くには、中世の港の遺跡・Aydhabがある。
紅海沿いにエジプトとスーダンを結ぶ道路に沿った町であり、エジプト側の「国境」の町エル・シャラテーン (Shalateen) の南東125kmに位置する。ハラーイブ・トライアングルはエジプトとスーダンが領有権を主張しているが、エジプトが実効支配している。エジプトの立場では紅海県の一部、スーダンの立場では紅海州の一部である。